# Condado de Sweetwater
El condado de Sweetwater (en inglés: Sweetwater County) fundado en 1867 es un condado en el estado estadounidense de Wyoming. En el 2000 el condado tenía una población de 37.613 habitantes en una densidad poblacional de una persona por km². La sede del condado es Green River.

## Geografía
Según la Oficina del Censo, el condado tiene un área total de 27 172 km² (10 491,1 mi²), de la cual 27 001 km² (10 425,1 mi²) es tierra y 171 km² (66,0 mi²) (0.63%) es agua.

### Condados adyacentes
- Condado de Fremont - norte
- Condado de Carbon - este
- Condado de Moffat - sur (Colorado)
- Condado de Daggett - suroeste (Utah)
- Condado de Summit  - oeste-suroeste (Utah)
- Condado de Uinta - suroeste
- Condado de Lincoln - oeste
- Condado de Sublette - noroeste

## Demografía
En el 2000 la renta per cápita promedia del condado era de $46,537, y el ingreso promedio para una familia era de $54,173. En 2000 los hombres tenían un ingreso per cápita de $45,678 versus $22,440 para las mujeres. El ingreso per cápita para el condado era de $19,575. Alrededor del 7.80% de la población estaba bajo el umbral de pobreza nacional.

## Comunidades

### Ciudades
- Green River
- Rock Springs

### Pueblos
- Bairoil
- Granger
- Superior
- Wamsutter

### Lugares designados por el censo
| - Arrowhead Springs - Clearview Acres - Eden - Farson | - James Town - Little America - McKinnon - North Rock Springs | - Point of Rocks - Purple Sage - Reliance | - Sweeney Ranch - Table Rock - Washam |

### Otra comunidad
- Blairtown